# Christian Bale
|  | Aquest article tracta sobre l'actor. Vegeu-ne altres significats a «Chris Bale». |

Christian Charles Philip Bale (Haverfordwest, Pembrokeshire, Gal·les, 30 de gener de 1974) és un actor britànic nascut a Gal·les. Ha estat protagonista de diverses pel·lícules i de grans superproduccions que l'han fet molt popular arreu del món. Entre la seva filmografia destaquen American Psycho, The Machinist, i una trilogia de pel·lícules dedicades al superheroi Batman (Batman Begins, El cavaller fosc i El cavaller fosc: la llegenda reneix). Tot i la participació en grans produccions, continua involucrat en el cinema independent. Ha destacat per la seva diversitat de papers, domini de diferents accents i els seus durs règims alimentaris, pels quals és capaç de guanyar o perdre molt pes segons el paper que ha d'interpretar. L'última vegada que va perdre pes va ser amb la pel·lícula The Fighter, per la qual va guanyar el Globus d'Or i l'Oscar al millor actor secundari.

## Biografia
Christian Bale va néixer a Gal·les tot i que els seus pares eren emprenedors d'Àfrica del Sud amb ascendència anglesa. David Bale era pilot comercial i representant, i Jenny James era pallasso de circ. És el petit i únic baró de quatre germans (Erin, Sharon, Louise i ell mateix) i va passar la seva infància en diferents països com Anglaterra, Portugal i els Estats Units.
De petit va anar a l'escola Bournemouth School de Londres i li agradava anar a veure actuar la seva mare al circ. A causa de les feines dels seus pares, la seva infància va ser poc convencional. Com que passava molt temps en el circ, va començar a interessar-se per practicar ballet i tocar la guitarra. Quan les seves germanes van començar a dedicar-se a la interpretació, Bale va descobrir el teatre gràcies a Una d'elles, Luise. El seu pare, aleshores, va deixar la seva feina com a pilot comercial per donar suport a la carrera ascendent del seu fill com a representant seu.
El 29 de gener de 2000, Bale es va casar amb Sandra "Sibi" Blazic (1970), model, maquilladora i assistent personal de Winona Ryder. Junts van tenir una filla anomenada Emmeline, que va néixer el 27 de març de 2005 a Santa Monica. Des d'aleshores van fixar la seva residència a Los Angeles.
Gràcies a la influència del seu pare, Bale és un conegut activista, sobretot recolza als grups que defensen els animals, entre elles Greenpeace i World Wildlife Fund. Va esdevenir vegetarià als sis anys quan va llegir el llibre infantil Charlotte's Web. L'activista feminista Gloria Steinem es va convertir en la seva madrastra en casar-se amb el seu pare l'any 2000, fins que aquest va morir el 2003 com a conseqüència d'un limfoma cerebral.
El 22 de juliol de 2008 va ser arrestat a Londres per agressió contra la seva mare Jenny i la seva germana Sharon, qui va trucar a les autoritats. Després d'estar retingut durant més de quatre hores, les autoritats el van deixar en llibertat sota fiança pendent d'una exhaustiva investigació. Bale sempre va negar les acusacions, i la policia anglesa va declarar el 14 d'agost que no prendria accions legals contra l'actor.

## Carrera

### Inicis

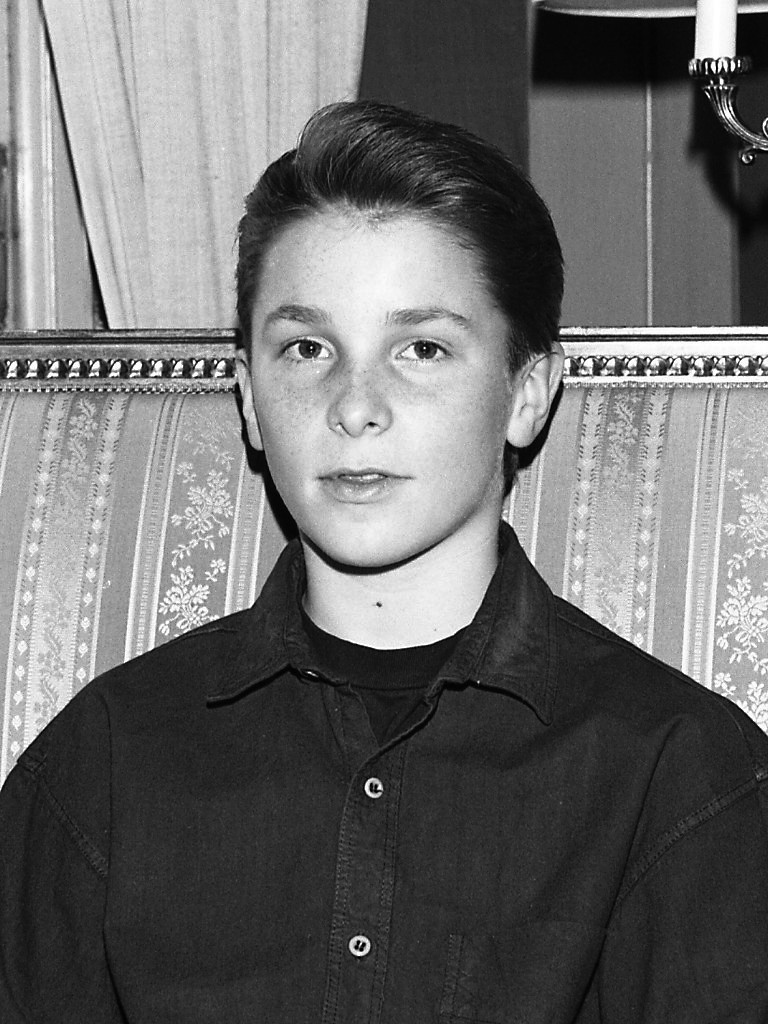
Christian Bale amb 14 anys a Estocolm promocionant la pel·lícula Empire of the Sun el 1988.

Les seves primeres incursions com a actor van ser en anuncis de publicitat amb vuit anys, el 1982. L'any 1984 va fer el seu debut al teatre en The Nerd juntament amb l'actor Rowan Atkinson. Ja el 1986, va debutar a la televisió interpretant a l'Tsarevitx Aleix de Rússia en la minisèrie Anastasia: The Mystery of Anna. Seguidament va continuar treballant en diverses minisèries més com Heart of the Country o Mio in the Land of Faraway, on va coincidir amb Christopher Lee i Nick Pickard.
L'any 1987 es va convertir en el punt d'inflexió de la seva carrera artística tot i que encara era un adolescent. Amy Irving, amb qui havia treballat a Anastasia: The Mystery of Anna i que era la muller del famós director Steven Spielberg, el va recomanar per un paper a la pel·lícula Empire of the Sun, adaptació de l'autobiografia de J.G. Ballard. La interpretació de Bale com a Jim Graham va aconseguir grans elogis de la crítica i va guanyar el primer premi a la millor actuació de joves actors que concedeix la National Board of Review of Motion Pictures, premi que va crear l'acadèmia especialment per aquesta ocasió.
Gràcies a l'èxit, li van caure nombroses ofertes per papers importants. Un dels interessats va ser Kenneth Branagh, que el va convèncer per aparèixer a la pel·lícula Henry V (1989), després va interpretar a Jim Hawkins en L'illa del tresor (1990) compartint cartell amb Charlton Heston i Oliver Reed. També va treballar en el musical Newsies de Disney, Swing Kids, i Little Women amb Winona Ryder i Susan Sarandon. Més endavant va tornar a col·laborar amb la Disney doblant el capità John Smith en la pel·lícula Pocahontas. El 1999 va contribuir en A Midsummer Night's Dream, adaptació de la reeixida obra de Shakespeare amb el mateix títol i traduïda al català com Somni d'una nit d'estiu, on va treballar amb altres estrelles com Kevin Kline, Michelle Pfeiffer, Stanley Tucci o Rupert Everett.

### 2000-2003
L'any 1999, Bale va aconseguir un dels seus papers més aclamats quan va interpretar l'assassí en sèrie Patrick Bateman en la pel·lícula American Psycho. L'adaptació de la novel·la de Bret Easton Ellis havia d'estar dirigida per Mary Harron, però aquesta va rebutjar el projecte quan va assabentar-se que Bale, la seva elecció per interpretar el protagonista, havia estat substituït per Leonardo DiCaprio. Quan aquest últim va descartar el projecte per rodar la pel·lícula The Beach, el productor Oliver Stone va tornar a contractar Mary Harron i Christian Bale com a directora i protagonista respectivament. Tot i que no havia llegit mai la novel·la, Bale va acceptar el paper perquè li va encantar el guió.
Bateman, aparentment, compleix amb l'estereotip de yuppie, però darrere la seva imatge pública amaga en realitat a un psicòpata assassí. Bale va estudiar la novel·la i va preparar-se físicament invertint moltes hores de rigorós exercici i també de broncejat. Tot i la controvèrsia creada, la pel·lícula va ser estrenada en el Festival de Cinema de Sundance del 2000. Després l'èxit obtingut en l'estrena, la crítica va destacar la direcció de Mary Harron i la interpretació de Bale com el més destacat de la pel·lícula.
Ja amb una reputació guanyada, el 2002, Bale va treballar en altres pel·lícules i també en el cinema independent, encara que cap va aconseguir gaire èxit. En la pel·lícula independent Laurel Canyon, la crítica va destacar l'actuació de Frances McDormand eclipsant la resta d'actors, Reign of Fire, on Bale va realitzar el seu primer paper en una pel·lícula d'acció. Inicialment estava molt indecís sobre la participació en aquesta pel·lícula però el director Row Bowman el va convèncer per adquirir el paper protagonista. Aquí va treballar amb Matthew McConaughey però la crítica va defenestrar l'argument i les interpretacions. Abans de finalitzar l'any va treballar en Equilibrium que va ser un fracàs a nivell comercial. Aquí va interpretar el clergue John Preston, un sicari d'una societat elitista pro distopia que combina les armes amb el combat cos a cos. Segons una web especialitzada, el personatge John Preston és el tercer en la classificació de més morts en una sola pel·lícula amb 118.

### 2004
Després d'un any de descans, Bale va interpretar a Trevor Reznik del thriller psicològic The machinist. Reznik tenia insomni crònic turmentat per un misteriós assetjador. Bale es va dedicar en cos i ànima a la preparació del personatge, ja que estava molt intrigat pel paper. Reznik era un home molt esquàlid i d'aparença esquelètica, consumit pel turment interior que patia. Per dur a terme la transformació del seu cos va iniciar una dura dieta basada en cafè i pomes, i no es permetia descansar el temps necessari. Com a conseqüència de la dieta, Bale va perdre gairebé 30 kg en qüestió de mesos. En finalitzar el rodatge, Bale només pesava 55 kg, i la transformació es va comparar amb la de Robert De Niro pel seu paper a Raging Bull. Amb aquesta pel·lícula va tornar a aconseguir el reconeixement de la crítica, que va quedar impressionada per la seva dedicació al paper.
Paral·lelament, Bale va participar en el doblatge a l'anglès de Howl, de l'autor Hayao Miyazaki. Bale va realitzar aquest projecte perquè admirava l'obra El viatge de Chihiro del mateix autor.

### El nou Batman
Christian Bale va ser un dels contendents de Batman a principis del 2002. Com a curiositat, anteriorment s'havia presentat a l'audició pel paper de Robin a Batman Forever (1995), però finalment va aconseguir el paper Chris O'Donnell. Tanmateix, el rumor va ser desmentit pel mateix Bale en una entrevista. El 2004, l'actor va aconseguir el cobejat paper de Bruce Wayne/Batman en el nou projecte dirigit per Christoper Nolan després d'una aferrissada lluita amb Jake Gyllenhall. Aquesta lluita es va repetir però amb el resultat contrari per aconseguir el paper protagonista de la pel·lícula Jarhead. La pel·lícula Batman Begins representa un reinici del mite del superheroi Batman sense cap vincle amb les pel·lícules dirigides per Tim Burton i Joel Schumacher.
En només sis mesos, Bale va tornar a transformar el seu cos després d'acabar el rodatge de The Machinist amb uns 55 kg aproximadament, i va convertir-se a una persona molt corpulenta i físicament molt musculosa gairebé doblant el seu pes, situant-se aproximadament en 105 kg (230 lliures). Després va descobrir que havia guanyat massa pes pel que desitjava el director, i va haver de tornar-se a aprimar fins als 85 kg.
Curiosament, l'actor es va sentir força ridícul quan es va provar el vestit de l'heroi. Va començar a llegir-se diversos còmics per entendre el personatge i crear una criatura molt sincera que no perd el control de forma capritxosa. La part més esgotadora del personatge per Bale era portar el vestit, ja que se li enganxava a la pell, suava i tenia mal de camp amb la màscara. Bale és el primer actor no estatunidenc que caracteritza a Batman i va dedicar-se a millorar el seu accent anglès americà perquè no es notés que era gal·lès.
Finalment, la pel·lícula es va estrenar el 15 de juny de 2005 convertint-se en un gran èxit de vendes de la Warner Bros. a tot el món i Bale va ser aclamat per la seva doble interpretació de Bruce Wayne/Batman. Gràcies a l'èxit obtingut i les bones crítiques rebudes, tant el director com el protagonista es van estusiasmar per repetir en la nova seqüela, El cavaller fosc.

### 2006-2008
Després de rodar la superproducció de Batman Begins, l'actor va tornar a treballar en el cinema independent amb la pel·lícula Harsh Times. Posteriorment, va tornar a treballar en una producció relacionada amb Pocahontas, però aquest cop interpretant el personatge secundari John Rolfe a la pel·lícula The New World. Aquesta pel·lícula no va tenir gaire èxit i la seva interpretació no es va escapar de les crítiques.
De les pel·lícules en què va participar a continuació, cal destacar l'adaptació de la novel·la The Prestige a càrrec de Christoper Nolan, el mateix director amb qui havia coincidit a Batman Begins. Aquesta pel·lícula relata la rivalitat entre dos il·lusionistes a l'època victoriana, interpretats per Bale i Hugh Jackman. A més, els protagonistes estaven acompanyats per Michael Caine, Scarlett Johansson i David Bowie. També va treballar amb Russell Crowe en el remake del clàssic El tren de les 3:10. Abans de tornar a encarnar a Batman, va rebutjar l'interès d'Oliver Stone per interpretar a l'expresident George W. Bush a la pel·lícula W.. L'any 2008 va tornar a "disfressar-se" de Batman per protagonitzar la nova seqüela també dirigida per Chris Nolan, El cavaller fosc. Aquesta pel·lícula, en la qual es presentava el seu gran enemic Joker, va batre diversos rècords de recaptació al cinema.

### Finalització i aclamació de la trilogia TheDark Knight(2009-2012)

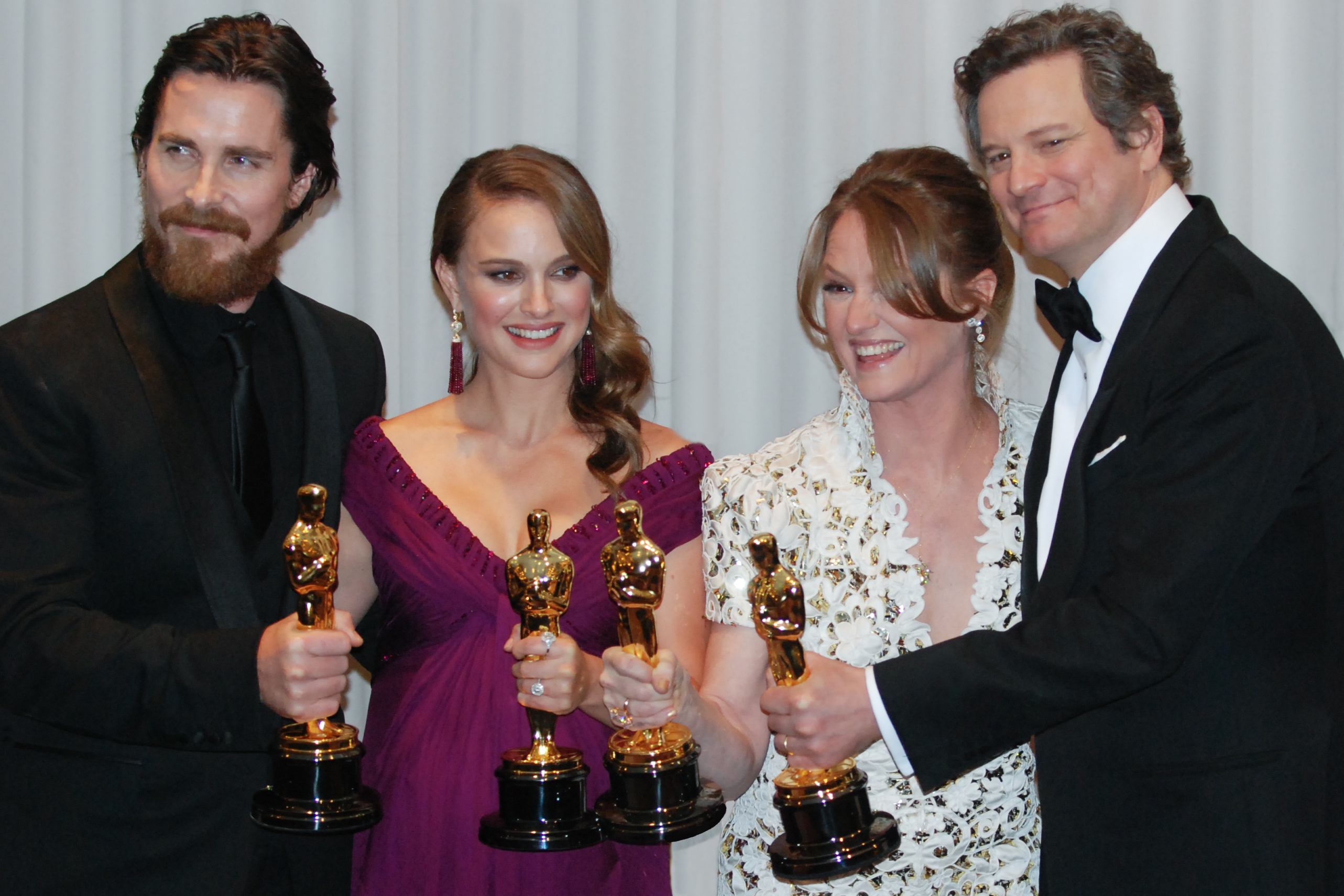
Bale (esquerra) a la 83a edició dels Premis de l'Acadèmia el 2011, on va guanyar l'Acadèmia al millor actor secundari

El febrer de 2008, Warner Bros. va anunciar que Bale interpretaria el líder de la rebel·lió John Connor a la pel·lícula d'acció postapocalíptica Terminator Salvation, dirigida per McG, que va citar a Bale com «l'actor més creïble de la seva generació». El febrer de 2009, es va publicar una gravació d'àudio d'una diatriba al plató de la pel·lícula el juliol de 2008 que involucrava a Bale. El va capturar dirigint blasfemias al director de fotografia de la pel·lícula Shane Hurlbut, que va entrar al plató durant el rodatge d'una escena interpretada per Bale i Bryce Dallas Howard, i va culminar amb Bale amenaçant amb abandonar la pel·lícula si Hurlbut no era acomiadat. Diversos companys de la indústria cinematogràfica van defensar Bale, atribuint l'incident a la seva dedicació a la interpretació. Bale es va disculpar públicament el febrer de 2009, va qualificar l'esclat d'«inexcusable» i el seu comportament «d'una manera fora d'ordre» i va afirmar haver reparat amb Hurlbut. Terminator Salvation es va publicar el maig de 2009 amb crítiques tèbies. Claudia Puig d'USA Today va considerar que el treball de Bale era «sorprenentment unidimensional», mentre que Jake Wilson a The Age va escriure que va fer una de les seves actuacions menys convincents. Més tard, Bale va admetre que sabia durant la producció que la pel·lícula no revitalitzaria la franquícia de Terminator com ell havia desitjat. Va afirmar que no tornaria a treballar amb McG.
Bale va interpretar l'agent de l'FBI Melvin Purvis al costat de Johnny Depp com a gàngster John Dillinger al drama criminal Enemics públics de Michael Mann. Estrenat el juliol de 2009, va obtenir elogis de la crítica i va tenir una actuació teatral d'èxit comercial. Dan Zak de The Washington Post no estava satisfet amb el càsting de Bale i Depp, creient que la rivalitat dels seus personatges mancava d'electricitat, mentre que Christopher Orr de The New Republic va trobar que l'actuació de Bale «no obstant això tancada" era «eficaç». L'any següent, Bale va protagonitzar el paper de Dicky Eklund, un boxejador professional la carrera del qual ha acabat a causa de la seva addicció a les drogues, a la pel·lícula dramàtica de David O. Russell The Fighter. Narra la relació entre Eklund i el seu germà i aprenent de boxa, Micky Ward, interpretat per Mark Wahlberg. Per equilibrar la tràgica condició d'Eklund, Bale va incorporar humor a la seva caracterització. La representació, per la qual va perdre 14 kg, va ser aclamat, Mick LaSalle del San Francisco Chronicle el va descriure com «observat amb astucia, físicament precís i psicològicament agut». Bale va guanyar l'Oscar al millor actor secundari i el Globus d'Or al millor actor de repartiment - pel·lícula per la seva actuació. El 2011, va protagonitzar la pel·lícula dramàtica històrica de Zhang Yimou The Flowers of War, que va ser la pel·lícula xinesa més taquillera de l'any. Els crítics el van qualificar de «nacionalista», «antijaponès» i «massa llarg, massa melodramàtic, massa lleuger».
Bale va tornar a interpretar Batman sota la direcció de Christopher Nolan a la seqüela The Dark Knight Rises, estrenada el juliol de 2012. Va descriure a Batman a la pel·lícula com un reclus amb remordiment amb mala salut mental i física, que s'ha rendit després dels esdeveniments de The Dark Knight. Després del rodatge a mitjanit de la projecció de la pel·lícula a Aurora, Colorado, Bale i la seva dona van visitar supervivents, metges i socorristes al El Centre Mèdic de l'Aurora, així com un monument a les víctimes. The Dark Knight Rises va ser l'11a pel·lícula que va guanyar més d'1 $ mil milions a tot el món, superant The Dark Knight. La sèrie de pel·lícules Batman de Nolan, batejada com la trilogia del cavaller fosc, és una de les franquícies cinematogràfiques més taquilleras. També és considerada com una de les millors franquícies de pel·lícules de còmics. L'actuació de Bale a les tres pel·lícules va obtenir l'aclamació universal, amb The Guardian, NME i una enquesta realitzada pel Radio Times la va classificar com la millor interpretació de Batman al cinema. Més tard, Bale va revelar la seva insatisfacció amb el seu treball al llarg de la trilogia, dient que «no va acabar de clavar» la seva part i que «no va aconseguir del tot» el que esperava que faria com a Batman.

### Èxit crític continuat (2013-2018)
L'any 2013, Bale va interpretar a un treballador d'acer al thriller de Scott Cooper Out of the Furnace. Cooper va reescriure el guió de la pel·lícula tenint en compte Bale abans que tots dos es coneguessin i no continuaria amb el projecte sense la implicació de l'actor. Els crítics van elogiar la pel·lícula i la van considerar un excel·lent inici de la següent fase en la carrera de Bale després d'interpretar Batman, amb Kristopher Tapley de Variety assenyalant que el seu treball a la pel·lícula va ser el seu millor. Aquell mateix any, va protagonitzar American Hustle, que el va reunir amb David O. Russell després del seu treball a The Fighter. Per interpretar a l'estafador Irving Rosenfeld, Bale va estudiar imatges d'entrevistes amb l'estafador de la vida real Mel Weinberg, que va servir d'inspiració per al personatge. Va guanyar 10 kg, es va afaitar part del cap i va adoptar una postura encorbada, que va reduir la seva alçada en 3 cm i li va fer patir una hèrnia discal. Russell va indicar que Robert De Niro, que va aparèixer en un paper no acreditat, no va reconèixer a Bale quan es van presentar per primera vegada. Escrivint per al New York Daily News, Joe Neumaier va trobar que l'actuació de Bale era «trista, divertida i fascinant». Va ser nominat a un Oscar i un Globus d'Or pel seu treball.
Bale va interpretar a Moses a la pel·lícula èpica de Ridley Scott Exodus: Gods and Kings. Estrenada el desembre de 2014, la pel·lícula va enfrontar-se a acusacions de blanqueig per al càsting d'actors caucàsics en papers d'Orient Mitjà. Scott va justificar les decisions de càsting citant necessitats de finançament, Bale va afirmar que Scott havia estat sincer a l'hora de fer la pel·lícula. La seva resposta crítica va variar entre negativa i mixta, i Joe Williams, del St. Louis Post-Dispatch, va qualificar l'actuació de Bale a la pel·lícula com la més apàtica de la seva carrera. Bale va aparèixer al drama de Terrence Malick Knight of Cups, que el crític de The Atlantic David Sims va batejar com un "noble fracàs". Durant la seva estrena al 65è Festival Internacional de Cinema de Berlín el febrer de 2015, va dir que va filmar el projecte sense haver après cap diàleg i que Malick només li havia donat una descripció del personatge. Més tard aquell any, va protagonitzar Michael Burry, un gestor de fons de cobertura antisocial, a The Big Short d'Adam McKay, una pel·lícula de comèdia i drama biogràfica sobre la crisi financera del 2007–08. Va utilitzar una pròtesi ocular a la pel·lícula. Joe Morgenstern , del Wall Street Journal, ' trobar la seva representació "aterradorament hilarant, o en una sola línia i preses ràpides, editada amb destresa". El paper va valer les nominacions als premis Bale Academy i al Globus d'Or com a millor actor secundari.
En el drama històric de 2016 The Promise, ambientat durant el genocidi armeni, va interpretar un periodista nord-americà que s'envolupa en un triangle amorós amb una dona, interpretada per Charlotte Le Bon, i una estudiant de medicina armènia, interpretada per Oscar Isaac. Els crítics van desaprovar la pel·lícula, que va acumular 102 dòlars milions de pèrdues. En una ressenya de la pel·lícula per a The New York Times, Jeannette Catsoulis va escriure que Bale semblava "apagat i indistint". A la pel·lícula Hostiles de Cooper del 2017, Bale va interpretar un oficial de l'Exèrcit dels Estats Units d'Amèrica que escortava un cap de guerra Cheyenne greument malalt i la seva família a casa seva a Montana. Ell anomena la pel·lícula «un western amb una ressonància brutal i moderna» i el seu personatge «un home fanàtic i ple d'odi». Bale va aprendre l'idioma cheyenne mentre treballava a la pel·lícula. El crític d'Empire Dan Jolin va considerar la seva actuació sorprenent i una de les més fortes de la seva carrera. El 2018, Bale va donar veu a Bagheera a la pel·lícula d'aventures Mowgli: Legend of the Jungle. David Fear del Rolling Stone va escriure que la seva feina de veu i la d'Andy Serkis, que va dirigir la pel·lícula, «aporten l'ànima, així com el so i la fúria».

### Carrera recent (2018-present)
Per al drama de comèdia biogràfica El vici del poder del 2018, escrit i dirigit per Adam McKay, Bale va experimentar una altra vegada una gran transformació corporal, ja que va guanyar més de 10 kg i es va afaitar el cap per interpretar el vicepresident dels Estats Units Dick Cheney. Va descriure a Cheney, que és considerat el vicepresident més influent i odiat de la història dels Estats Units, de "tranquil i secret". La pel·lícula va reunir a Bale amb Amy Adams, amb qui havia protagonitzat The Fighter i American Hustle. Va rebre crítiques positives, i Peter Bradshaw de The Guardian, va elogiar la suplantació de Cheney de Bale "espectacularment i de fet bastant espantosament plausible". Llaudada per la crítica, l'actuació va guanyar a Bale el Globus d'Or al millor actor musical o còmic i li va valer una nominació a l'Oscar. Durant el seu discurs d'acceptació a la 76a edició dels Globus d'Or, Bale va agrair a Satanàs per inspirar la seva interpretació de Cheney, la qual cosa va provocar una resposta de la filla de Cheney, Liz Cheney, que va declarar que Bale va arruïnar la seva oportunitat d'interpretar «un autèntic superheroi». Aleshores, Bale va interpretar al pilot de carreres de cotxes esportius Ken Miles al drama esportiu Ford v Ferrari del 2019, pel qual va perdre 15 kg després d'interpretar Cheney. Dirigida per James Mangold, la pel·lícula segueix a Miles i al dissenyador d'automòbils Carroll Shelby, interpretat per Matt Damon, en esdeveniments al voltant de la cursa de les 24 Hores de Le Mans de 1966. El paper li va valdre a Bale una cinquena nominació al Globus d'Or. Mentre promocionava la pel·lícula, va dir que ja no passaria per fluctuacions de pes per als papers.
Bale va interpretar Gorr the God Butcher, un dolent, a la pel·lícula de superherois de Marvel Cinematic Universe Thor: Love and Thunder, que es va estrenar el juliol de 2022. Va citar un personatge del vídeo musical de la cançó d'Aphex Twin Come to Daddy com a inspiració per a la seva caracterització de Gorr. El retrat de Bale va obtenir elogis per part de la crítica, que el van considerar «fonamentat». Va produir i va aparèixer a la pel·lícula d'època de David O. Russell Amsterdam i al thriller de Scott Cooper The Pale Blue Eye, reunint-se amb ambdós directors per tercera vegada. Amsterdam es va estrenar l'octubre de 2022, rebent crítiques terribles i fracassant a la taquilla. The Pale Blue Eye es va estrenar el desembre de 2022. Bale està a punt de produir i interpretar un predicador a la pel·lícula The Church of Living Dangerously.

### Futur
Actualment està treballant en dues pel·lícules, en primer lloc, la nova seqüela de Terminator, que n'és la quarta entrega i es titularà Terminator Salvation, on interpretarà a John Connor. L'altra pel·lícula es tracta del nou projecte de Michael Mann on interpretarà un agent de la FBI a Public Enemies. En una entrevista també va confirmar que havia acceptat interpretar el paper de Solid Snake en l'adaptació del videojoc Metal Gear Solid.

## Vida personal i imatge pública
Bale és conegut per la seva dedicació exhaustiva a les fluctuacions de pes que exigeixen les seves parts, així com «la intensitat amb la qual habita completament els seus papers», amb Ann Hornaday de The Washington Post  que el qualifica entre els actors físics més dotats de la seva generació. Max O'Connell, de RogerEbert.com va considerar el compromís de Bale d'alterar la seva aparença física «una faceta d'ancoratge a una representació de l'obsessió» en les seves actuacions, mentre que Hugh Hart de Los Angeles Times va comparar la urgència que impulsa l'estil d'actuació de Bale, afegint que «anima de manera convincent fins i tot les seves transformacions físiques més extremes». Bale ha dit que no utilitza cap tècnica en concret. Va anomenar Rowan Atkinson com a model d'actor i va afegir que estava hipnotitzat per ell quan treballaven junts. També va estudiar el treball de Gary Oldman, acreditant-lo com el motiu de la seva recerca de la interpretació.
Bale ha estat reconegut per la seva versatilitat; Martha Ross de The Mercury News el va definir com un dels actors més versàtils de la seva generació. Conegut per ser molt gelós de la seva vida personal, Bale ha dit que el seu objectiu era encarnar personatges sense mostrar cap aspecte de si mateix. Va explicar que "fer que la gent sàpiga qui ets" no ajuda a crear diferents personatges, considerant l'anonimat com "el que et dona la possibilitat d'interpretar aquests personatges". Durant les entrevistes per promocionar pel·lícules en què posa accent, Bale continuava parlant amb l'accent donat. Bale també s'ha destacat per interpretar papers amb accent americà, amb Joe Reid de The Atlantic que el va enumerar entre els que «treballen menys en els seus accents natius»; a la vida real, Bale parla amb un accent anglès «emfàtic i no elegant».
Bale va ocupar el vuitè lloc de la llista de la revista Forbes dels actors més ben pagats del 2014, guanyant 35 milions de dòlars. Ha estat descrit com un símbol sexual.
Bale ha viscut a Los Angeles des dels noranta. És ciutadà estatunidenc. Bale es va casar amb Sandra "Sibi" Blažić, un antic model, a Las Vegas el 29 de gener de 2000. La parella té una filla i un fill. El 2000, Bale es va convertir en fillastre feminista de Gloria Steinem després del seu matrimoni amb el seu pare, que va morir el 2003 de limfoma cerebral.
Bale es va convertir en vegetarià als set anys, però el 2009 va dir que «ara estic dins i fora del vegetarianisme». Havia deixat de menjar carn vermella després de llegir el llibre infantil Charlotte's Web. Activista dels drets dels animals, dona suport a les organitzacions Greenpeace, el World Wide Fund for Nature, la Doris Day Animal League, el Dian Fossey Gorilla Fund International i Redwings Horse Sanctuary. Mentre promocionaven The Flowers of War el desembre de 2011, Bale i un equip de la cadena de televisió CNN van intentar visitar Chen Guangcheng, un advocat cec descalç, en un poble de l'est de la Xina. Es va veure obligat a retirar-se després de barallar-se amb els guàrdies en un punt de control. Bale va conèixer finalment a Chen en un sopar organitzat per l'organització sense ànim de lucre Human Rights First l'any següent, durant el qual va lliurar a Chen un premi. Bale va expressar la història de Chen al podcast d'Amnistia Internacional, In Their Own Words.
El 22 de juliol de 2008, Bale va ser arrestat a Londres després que la seva mare i la seva germana Sharon el van denunciar a la policia per una suposada agressió en un hotel. Va ser posat en llibertat sota fiança. Bale va negar les acusacions i més tard va qualificar l'incident com «un assumpte profundament personal». El 14 d'agost, el Servei de Fiscalia de la Corona va declarar que no prendrien més mesures contra ell a causa de «les proves insuficients per oferir una perspectiva realista de condemna».
Aquest any 2024, Bale ha començat un projecte filàntrop per valor de 22 milions d'euros. Aquesta iniciativa anomenada Together California consisteix a construir una comunitat de fins a 80 nens en acollida a la ciutat de Palmdale, al nord de Califòrnia. Les obres van començar el 7 de febrer d'aquest any i estan previstes de finalitzar el 2025. És el primer projecte d'aquestes característiques a existir a Califòrnia i té l'objectiu de crear un nou poble on puguin conviure germans que no tenen un lloc on viure. El projecte s'ha creat juntament amb Tim McCormick, que va ser director executiu d'Aldees Infantils als Estats Units durant gairebé dues dècades, i el professor de Medicina de la Universitat de Califòrnia Eric Esrailian, filantrop armeni i molt amic dels dos famosos. Bale va declarar al The Hollywood Reporter que espera «que aquest poble sigui el primer de molts, i que la gent, els californians i els angelins, sàpiguen unir-se a nosaltres per obrir els ulls davant del que està passant davant dels nostres nassos».

## Filmografia
| Any  | Pel·lícula                                                   | Paper                                | Dades |
| ---- | ------------------------------------------------------------ | ------------------------------------ | --- |
| 1986 | Anastasia: The Mystery of Anna                               | Alexei                               | telefilm |
| 1987 | Heart of the Country                                         |                                      | Minisèrie |
| 1987 | Empire of the Sun                                            | Jim "Jamie" Graham                   | |
| 1987 | Mio min Mio                                                  | Benke Jum-Jum                        | |
| 1989 | Henry V                                                      | Falstaff's Boy                       | |
| 1990 | L'illa del tresor (Treasure Island)                          | Jim Hawkins                          | |
| 1991 | A Murder of Quality                                          | Tim Perkins                          | telefilm |
| 1992 | Newsies                                                      | Jack "Cowboy"Kelley Francis Sullivan | |
| 1993 | Rebels del swing (Swing Kids)                                | Thomas Berger                        | |
| 1994 | Little Women                                                 | Theodore "Laurie" Lawrence           | |
| 1994 | Prince of Jutland                                            | Amled                                | |
| 1995 | Pocahontas                                                   | Thomas                               | veu Pel·lícula d'animació                                                                                                   |
| 1996 | The Portrait of a Lady                                       | Edward Rosier                        | |
| 1996 | L'agent secret (The Secret Agent)                            | Stevie                               | |
| 1997 | Metroland                                                    | Chris Lloyd                          | |
| 1998 | De bèsties i bestioles (All the Little Animals)              | Bobby Platt                          | |
| 1998 | Velvet Goldmine                                              | Arthur Stuart                        | |
| 1999 | Mary, Mother of Jesus                                        | Jesús de Natzaret                    | telefilm |
| 1999 | A Midsummer Night's Dream                                    | Demetrius                            | |
| 2000 | Shaft: El retorn (Shaft)                                     | Walter Wade, Jr.                     | |
| 2000 | American Psycho                                              | Patrick Bateman                      | |
| 2001 | La mandolina del capità Corelli (Captain Corelli's Mandolin) | Mandras                              | |
| 2002 | Equilibrium                                                  | Clergue John Preston                 | |
| 2002 | Reign of Fire                                                | Quinn Abercromby                     | |
| 2002 | Laurel Canyon                                                | Sam Bentley                          | |
| 2004 | El castell ambulant                                          | Howl                                 | Veu Premi al millor doblatge anglès 2005                                                                                    |
| 2004 | El maquinista (The Machinist)                                | Trevor Reznik                        | Millor actor al Festival de Sitges                                                                                          |
| 2005 | Batman Begins                                                | Bruce Wayne / Batman                 | |
| 2005 | El nou món (The New World)                                   | John Rolfe                           | |
| 2006 | El truc final                                                | Alfred Borden                        | |
| 2006 | Harsh Times: Vides al límit (Harsh Times)                    | Jim Luther Davis                     | |
| 2007 | Rescue Dawn                                                  | Dieter Dengler                       | |
| 2007 | I'm Not There                                                | Jack Rollins / Pastor John           | |
| 2007 | El tren de les 3:10 (3:10 to Yuma)                           | Dan Evans                            | |
| 2008 | El cavaller fosc                                             | Bruce Wayne / Batman                 | |
| 2009 | Terminator Salvation                                         | John Connor                          | |
| 2009 | Public Enemies                                               | Melvin Purvis                        | |
| 2010 | The Fighter                                                  | Dick Eklund                          | Oscar al millor actor secundari Globus d'Or al millor actor secundari Nominació − BAFTA al millor actor secundari           |
| 2011 | The Flowers of War                                           | John Miller                          | |
| 2012 | El cavaller fosc: la llegenda reneix                         | Bruce Wayne / Batman                 | |
| 2013 | Lawless                                                      |                                      | |
| 2013 | Knight of Cups                                               | Rick                                 | |
| 2013 | Out of the Furnace                                           | Russell Baze                         | |
| 2013 | American Hustle                                              | Irving Rosenfeld                     | Nominació − Oscar al millor actor Nominació − Globus d'Or al millor actor musical o còmic Nominació − BAFTA al millor actor |
| 2014 | Exodus: Gods and Kings                                       | Moisès                               | |
| 2018 | Vice                                                         | Dick Cheney                          | |
| 2019 | Ford v Ferrari                                               | Ken Miles                            | |
| 2022 | Thor: Love and Thunder                                       |                                      | |
| 2022 | Amsterdam                                                    | Burt Berendsen                       | També productor |
| 2022 | The Pale Blue Eye                                            | Augustus Landor                      | També productor |